# Инонго
Инонго (фр. Inongo) — город и территория в Демократической Республике Конго. Административный центр провинции Маи-Ндомбе.
Город расположен на берегу озера Маи-Ндомбе, на высоте 335 м над уровнем моря. В 2010 году население по оценкам составляло 46 657 человек. В городе есть аэропорт.
В Свободном государстве Конго, «личном владении» короля Бельгии Леопольда II, Инонго был одним из центров добычи каучука.
Территория разделена на 3 района:
- Басенгеле (Basengele)
- Болиа (Bolia)
- Инонго (Inongo)